# Sergej Serčenkov
Sergej Sergeevič Serčenkov (in russo Сергей Сергеевич Серченков?; Krasnodar, 1º gennaio 1997) è un calciatore russo, centrocampista della Torpedo Miass.

## Carriera

### Club
Ha giocato nella prima divisione dei campionati russo ed armeno.

### Nazionale
Ha giocato nelle nazionali giovanili russe Under-15, Under-16, Under-17, Under-18 ed Under-19.